# یمانژلینسک
شهر یمانژلینسک (به روسی: Еманжелинск) در کشور روسیه و در اوبلاست چلیابینسک واقع شده‌است.